# Teoría del intervalo geológico galáctico
La teoría del intervalo geológico galáctico es una teoría que apunta la hipótesis de que algunas de las grandes extinciones que se han dado en el historia geológica han sido causadas por el tránsito del Sol por los brazos de la Vía Láctea.
Se trata de evidenciar que los periodos geológicos coinciden con el cruce de las trayectorias de la órbita solar en la Vía Láctea con los ocho brazos de ésta. Ocho de esos periodos, se han producido de manera continua y periódica cada 74 millones de años. Los otros cuatro periodos -entre los que se encuentra el Pérmico- corresponden a sucesos producidos en épocas en las cuales el Sol estaba entre dos brazos, pero en los que sin embargo, sí ha ocurrido alguna interrupción del equilibrio medioambiental, con un calentamiento global significativo. Esto es consecuencia del efecto que produce la nube de polvo que forman los brazos. Esto probaría la estructura simétrica de la galaxia y la existencia de un sexto brazo que no puede verse desde la Tierra debido a que el centro galáctico lo impide. Sería simétrico al brazo de Orión, que estuvo situado en el lado de la galaxia en el que nos encontramos ahora, hace 213 millones de años.